# Фильзум
Фильзум (нем. Filsum) — община в Германии, в земле Нижняя Саксония.
Входит в состав района Лер. Подчиняется управлению Юмме. Население составляет 2084 человека (на 31 декабря 2010 года). Занимает площадь 23,76 км².
| Год  | Население |
| ---- | --------- |
| 1990 | 1810      |
| 1995 | 1924      |
| 2000 | 2015      |
| 2005 | 2137      |
| 2010 | 2082      |